# Thomas Jisander
Thomas Julius Jisander, numera Thomas Johansson, född 3 november 1966 i Göteborg, är en svensk finansman, mest känd för sin inblandning i Trustorhärvan i slutet av 1990-talet.
Jisander blev känd för allmänheten efter att han i november 1997 utpekades i media som en av männen bakom Lord Moynes förvärv av det svenska börsbolaget Trustor AB. Företagsförvärvet, som i media kom att kallas för Trustorhärvan, slutade med att Jisander dömdes i första instans till fängelse. Jisander hävdade dock sin oskuld och pekade ut sin kusin Joachim Posener som huvudman. Denne befann sig utomlands och valde att inte återvända till Sverige.

## Investeringen i Trustor
Thomas Jisander och Peter Mattsson tog vintern 1996-1997 kontakt med olika aktiemäklare där Mattsson presenterade sig som personligt ombud för en av Englands rikaste män, Lord Moyne. Detta ledde så småningom till att Lord Moyne (Jonathan Guinness) köpte ut Trustors dåvarande huvudägare, Per-Olov Norberg och fick kontroll (50% av rösterna och 17% av kapitalet) över det svenska börsbolaget. Problemet var att Lord Moyne saknade pengar och att köpeskillingen på 241 miljoner kronor misstänktes ha betalats med pengar som togs ur bolagets egen kassa, något som är olagligt. Jisander berättade senare i P3 Dokumentär att Norberg hade gett uppskov med betalningen av Lord Moynes köpeskilling så att betalningen kunde ske fem dagar efter att Lord Moyne fått aktierna. Detta var avgörande för att affären skulle kunna genomföras. Relativt omgående satte de nya huvudägarna igång med att tömma Trustor på tillgångar. 620 miljoner kronor överfördes från bolaget till Trustors eget konto hos Barclay's Bank i England. Av dessa återfördes 135 miljoner kronor till Sverige. Senare återfanns 417 miljoner kronor på ett konto i Luxemburg.

## Åtal
Polis och åklagare slog till mot Trustors kontor, och Jisander häktades tillsammans med tre andra personer den 7 november 1997. Jisander åtalades och dömdes i tingsrätten mot sitt nekande till fem års fängelse för grov trolöshet mot huvudman. Han fälldes för att ha medverkat till att ha tagit ut sammanlagt 330 miljoner kronor från Trustor för privat bruk.

### Frikännande
Jisander har hela tiden hävdat att han agerat i god tro och att han därför skulle frikännas, något som också skedde i Svea hovrätt i april 2002, då rätten slog fast att den inte "kunnat fastställa att det vuxit fram en plan att överta ett investmentbolag med bolagets egna medel". Hovrätten var dock oenig i sin dom. Normalt sitter tre lagfarna domare och två nämndemän i rätten, men i det här fallet hade rätten i stället sju ledamöter, fyra lagfarna domare och tre nämndemän. Den friande domen för Thomas Jisander stöddes av fyra ledamöter medan tre vill döma till samma påföljd som i tingsrätten, alltså fem års fängelse. Även hans näringsförbud upphävdes.
Thomas Jisander sade i samband med frikännandet, att han skulle lämna Sverige eftersom uppmärksamheten kring Trustorhärvan gjort det omöjligt för honom att verka i landet.

### Nya åtal
I slutet av 2004 åtalades Jisander på nytt, misstänkt för förskingring av 2,8 miljoner dollar, som förts över från Trustor till stiftelser i Liechtenstein, kontrollerade av honom själv. Själv hävdade han, att han enbart varit konsult i Trustoraffären och för detta fått ut 41,5 miljoner kronor i provision. Åklagaren kontrade då med att lägga till ett åtal för skattebrott. Rättegången startade efter många turer i februari 2008. Hovrätten ansåg vid en samlad bedömning, att det inte finns något som helst tvivel om att Jisander medverkat i det brottsliga övertagandet av Trustor och att han känt till att köpet av Per-Olov Norbergs Trustoraktier skulle betalas med Trustors egen kassa. I oktober 2009 dömdes han slutligen till ett och ett halvt års fängelse, men friades samtidigt från misstankarna om skattebrott. Han är den enda person, som blivit dömd för sin medverkan i Trustorförvärvet. Han överklagade, men nekades prövningstillstånd av Högsta domstolen i april 2010.
Jisander skulle börja avtjäna sitt straff 19 juli 2010 men dök inte upp utan efterlystes, först nationellt och sedan även internationellt. Efter diverse turer i domstolen inställde han sig vid Asptunaanstalten i Botkyrka kommun 2011. Han frigavs därifrån den 7 april 2012. Vid tiden för fängelsevistelsen var Jisander bosatt i Italien och särbo med en kvinna i Göteborg med vilken han har barn.
I slutet av 2018 dömdes Jisander, tillsammans med en annan man, till fyra års fängelse för försök till grovt bedrägeri och bokföringsbrott. 
I samband med utredningen av den ekonomiska brottsligheten påträffades filmer, som visade hur Jisander hade samlag med en sovande kvinna, vilket i kombination med chattloggar ledde till åtal och att han dömdes till fängelse i ett år och fyra månader för våldtäkt.
Jisander är en av Sveriges mest skuldsatta personer. Enligt Kronofogdemyndigheten uppgick hans skuld 2013 till 128 miljoner.